# Gladsaxen
Gladsaxen var oprindeligt en lokal avis udgivet i Gladsaxe.
Der blev udgivet 9 numre i perioden juni 1981 – februar 1983. Gladsaxen blev etableret for at tage konkurrencen op med de traditionelle ugeaviser Gladsaxebladet og Bagsværd Søborg Bladet, som begge ifølge det første nummer af Gladsaxen var forholdsvis ukritiske i forhold til Gladsaxe Kommune, hvilket blandt andet fremgik af artiklen "Er der brug for en ny lokalavis?". 
Artiklen indledtes med:
Mange vil sikkert synes, at to lokalaviser er rigeligt. Kan en ny avis virkelig udrette noget nyt? Det mener vi, den kan. Det er ikke kun et spørgsmål om mængden af papir. Det er nok så meget et spørgsmål om indholdet i avisen
Avisen blev udgivet under mottoet "Gladsaxen løfter sløret, hvor andre slører løftet" af frivillige og fremstillet under yderst primitive forhold. Alle artikler blev skrevet på skrivemaskine og sat efter klippe- klistreprincippet.
I 2012 er initiativet genoptaget i form af et Internetbaseret medie. Udgivelsen er fortsat baseret på frivilliges indsats.